# The hidden step
The hidden step in een studioalbum van Ozric Tentacles. Het kwam uit op hun eigen platenlabel Stretchy Records, waarvan de Amerikaanse distributeur Phoenix Rising failliet ging, zodat de Ozrics weer terug moesten naar Snapper Music. Het was het laatste album van Geelani en Prince. De band had afscheid genomen van hoesontwerper Blim, Ed Wynne had wat dat betreft die touwtjes hier ook in handen. Op de hoes staat zijn kat Pixel afgebeeld, refererend aan het nummer Pixel dream. Op de achterzijde staan toetsinstrumenten en gitaar afgebeeld in een Yin en yangsymbool.

## Musici
- Ed Wynne – gitaar, synthesizers
- Christopher "Seaweed" Lennox-Smith – synthesizers
- John Egan – dwarsfluit
- Zia Geelani – basgitaar
- Conrad "Rad" Prince – slagwerk

## Muziek
Allen van Ozric Tentacles

| Nr. | Titel           | Duur |
| --- | --------------- | ---- |
| 1.  | Holohedron      | 5:50 |
| 2.  | The hidden step | 7:47 |
| 3.  | Ashlandi Bol    | 6:04 |
| 4.  | Aramanu         | 6:00 |
| 5.  | Pixel dream     | 6:21 |
| 6.  | Tight spin      | 8:45 |
| 7.  | Ta khut         | 7:06 |